# Yakassé-Mé
Yakassé-Mé  è una città e sottoprefettura della Costa d'Avorio appartenente al dipartimento di Adzopé. Conta una popolazione di  abitanti (censimento 2014).